# Campionati mondiali juniores di bob 2010
I Campionati mondiali juniores di bob 2010, ventiquattresima edizione della manifestazione organizzata dalla Federazione Internazionale di Bob e Skeleton, si sono disputati il 30 e il 31 gennaio 2010 a Sankt Moritz, in Svizzera, sulla pista Olympia Bobrun St. Moritz–Celerina, il tracciato naturale sul quale si svolsero le competizioni del bob e dello skeleton ai Giochi di Sankt Moritz 1928 e di Sankt Moritz 1948 e le rassegne iridate juniores del 1989, del 1994 e del 2002 (per le sole specialità maschili). La località elvetica ha quindi ospitato le competizioni mondiali di categoria per la quarta volta nel bob a due uomini e nel bob a quattro e per la prima nel bob a due donne.

## Risultati

### Bob a due uomini
La gara si è disputata il 30 gennaio 2010 nell'arco di due manches ed hanno preso parte alla competizione 15 compagini in rappresentanza di 10 differenti nazioni.
| Pos. | Atleti                             | Nazione  | Tempo   | Distacco |
| ---- | ---------------------------------- | -------- | ------- | -------- |
|      | Maximilian Arndt Alexander Rödiger | Germania | 2:14.15 |          |
|      | Manuel Machata Andreas Bredau      | Germania | 2:14.53 | +0.38    |
|      | Oliver Harraß Christoph Gernand    | Germania | 2:14.68 | +0.53    |
| 4    | Nikita Zacharov Maksim Meleškin    | Russia   | 2:15.87 | +1.72    |
| 5    | Aleksej Stul'nev Maksim Belugin    | Russia   | 2:15.96 | +1.81    |
| ...  | ...                                | ...      | ...     | ...      |

### Bob a due donne
La gara si è disputata il 31 gennaio 2010 nell'arco di due manches ed hanno preso parte alla competizione 8 compagini in rappresentanza di 6 differenti nazioni.
| Pos. | Atleti                                | Nazione  | Tempo   | Distacco |
| ---- | ------------------------------------- | -------- | ------- | -------- |
|      | Sabina Hafner Marina Gilardoni        | Svizzera | 2:19.30 |          |
|      | Stefanie Szczurek Stephanie Schneider | Germania | 2:20.18 | +0.88    |
|      | Christina Hengster Inga Versen        | Austria  | 2:20.64 | +1.34    |
| 4    | Tamaris Dennler-Allemann Hanne Schenk | Svizzera | 2:21.13 | +1.83    |
| 5    | Nadežda Filina Margarita Ismajlova    | Russia   | 2:21.38 | +2.08    |
| ...  | ...                                   | ...      | ...     | ...      |

### Bob a quattro
La gara si è disputata il 31 gennaio 2010 nell'arco di due manches ed hanno preso parte alla competizione 11 compagini in rappresentanza di 7 differenti nazioni.
| Pos. | Atleti                                                                | Nazione  | Tempo   | Distacco |
| ---- | --------------------------------------------------------------------- | -------- | ------- | -------- |
|      | Manuel Machata Gino Gerhardi Andreas Bredau Michail Makarow           | Germania | 2:11.87 |          |
|      | Nikita Zacharov Denis Moisejčenkov Andrej Jurkov Aleksej Kireev       | Russia   | 2:12.13 | +0.26    |
|      | Maximilian Arndt René Tiefert Alexander Rödiger Martin Rostig         | Germania | 2:12.35 | +0.48    |
| 4    | Benjamin Schmid Matthias Kagerhuber Marko Hübenbecker Christian Poser | Germania | 2:12.51 | +0.64    |
| 5    | Aleksej Stul'nev Jurij Selichov Pavel Sergevskij Nikolaj Chrenkov     | Russia   | 2:12.58 | +0.71    |
| ...  | ...                                                                   | ...      | ...     | ...      |

## Medagliere
| Posizione | Nazione  | Oro | Argento | Bronzo | Totale |
| --------- | -------- | --- | ------- | ------ | ------ |
| 1         | Germania | 2   | 2       | 2      | 6      |
| 2         | Svizzera | 1   | 0       | 0      | 1      |
| 3         | Russia   | 0   | 1       | 0      | 1      |
| 4         | Austria  | 0   | 0       | 1      | 1      |
| Totale    | Totale   | 3   | 3       | 3      | 9      |